# Berzsenyi Dániel Emlékház
A Berzsenyi Dániel Emlékház Egyházashetyén, Berzsenyi Dániel szülőházában kialakított irodalmi emlékhely, kisebb múzeum. A település kastélyparkja mögött található, fenntartója a község önkormányzata.
A költőnek Niklán másik emlékmúzeuma is van, melyet hol szintén emlékháznak, hol Berzsenyi Múzeumnak neveznek.

## Az emlékház

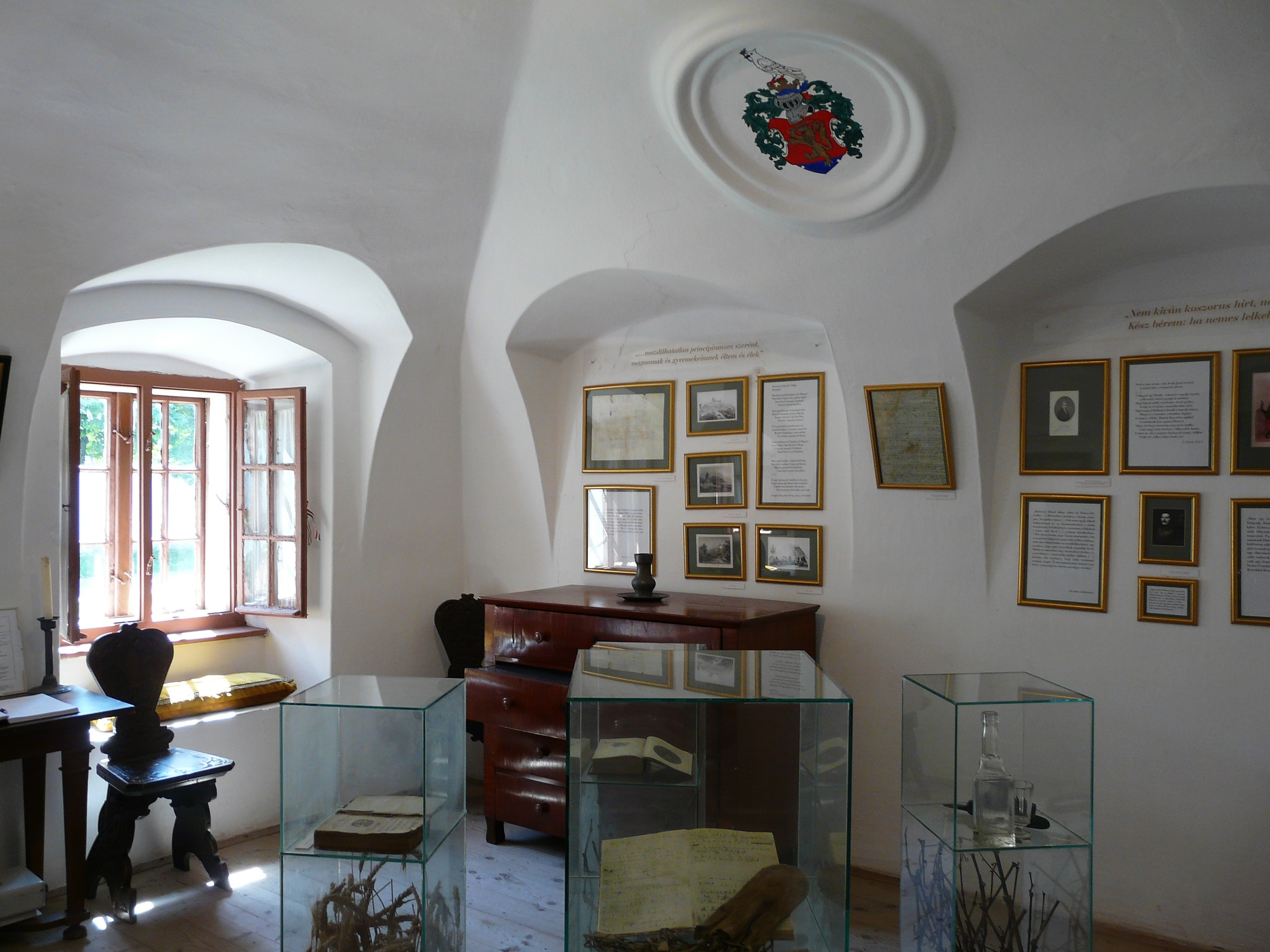
A kiállítás részlete az egykori lakószobában

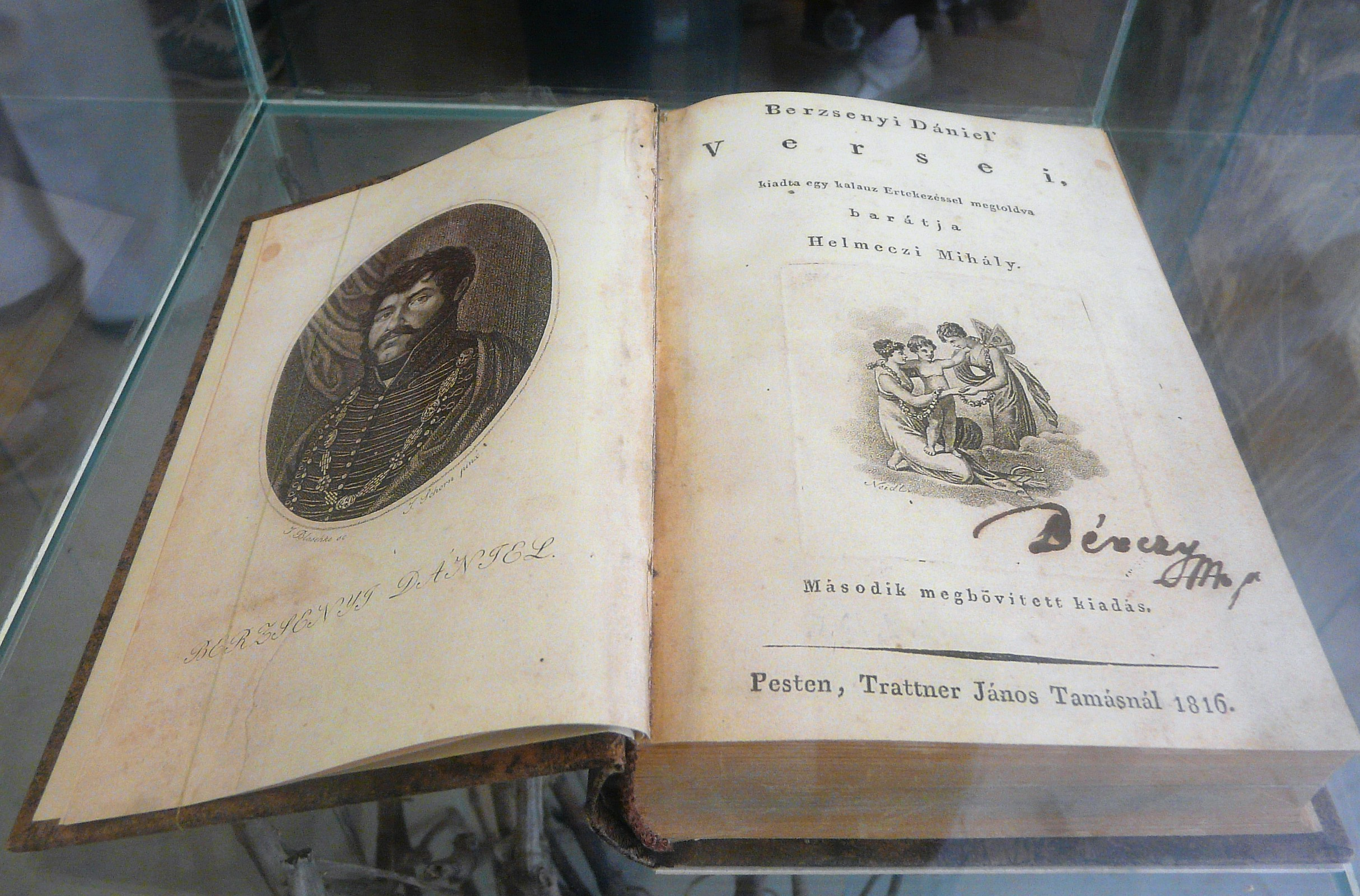
Berzsenyi verseinek második, 1816-os kiadása

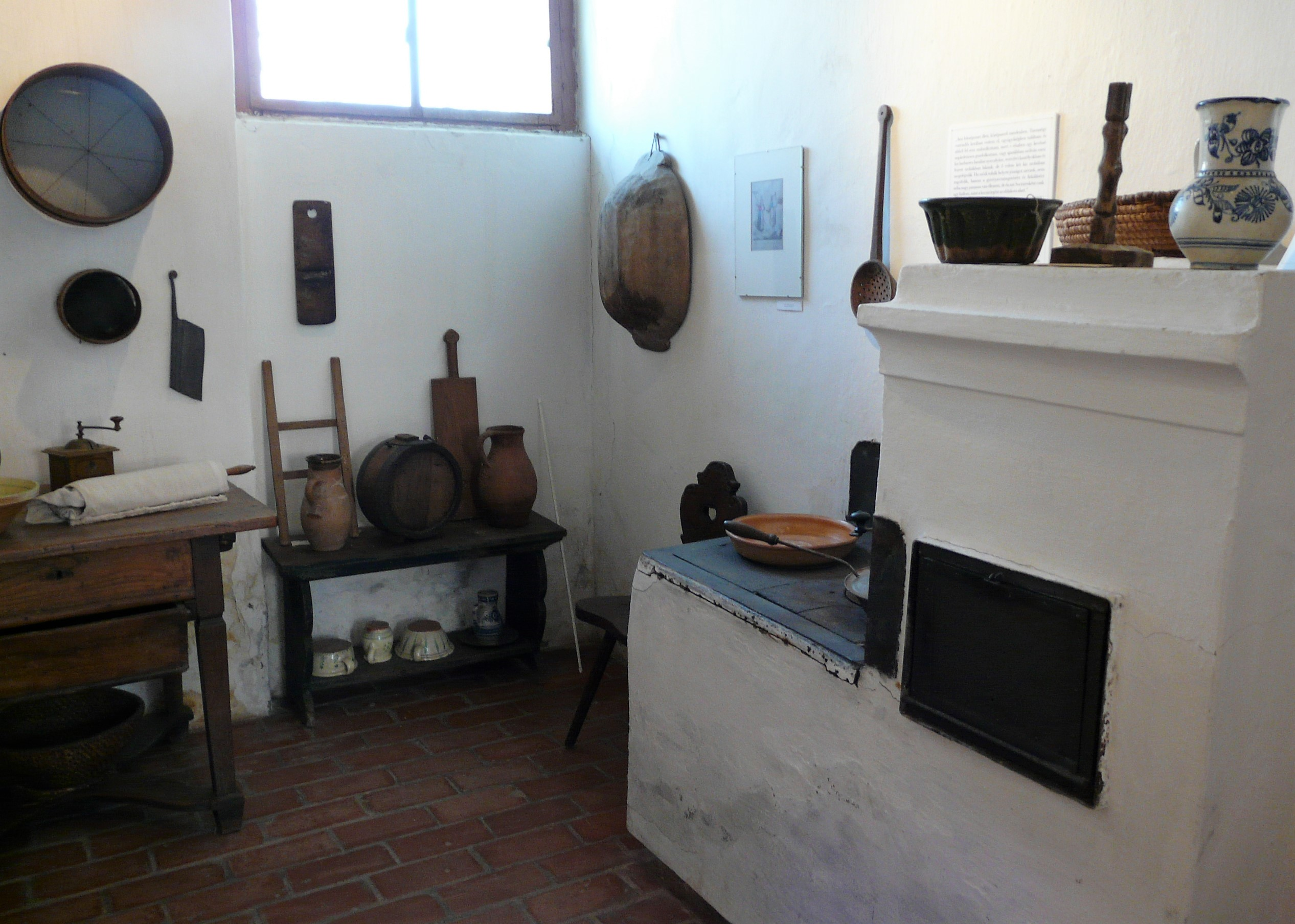
Konyharészlet

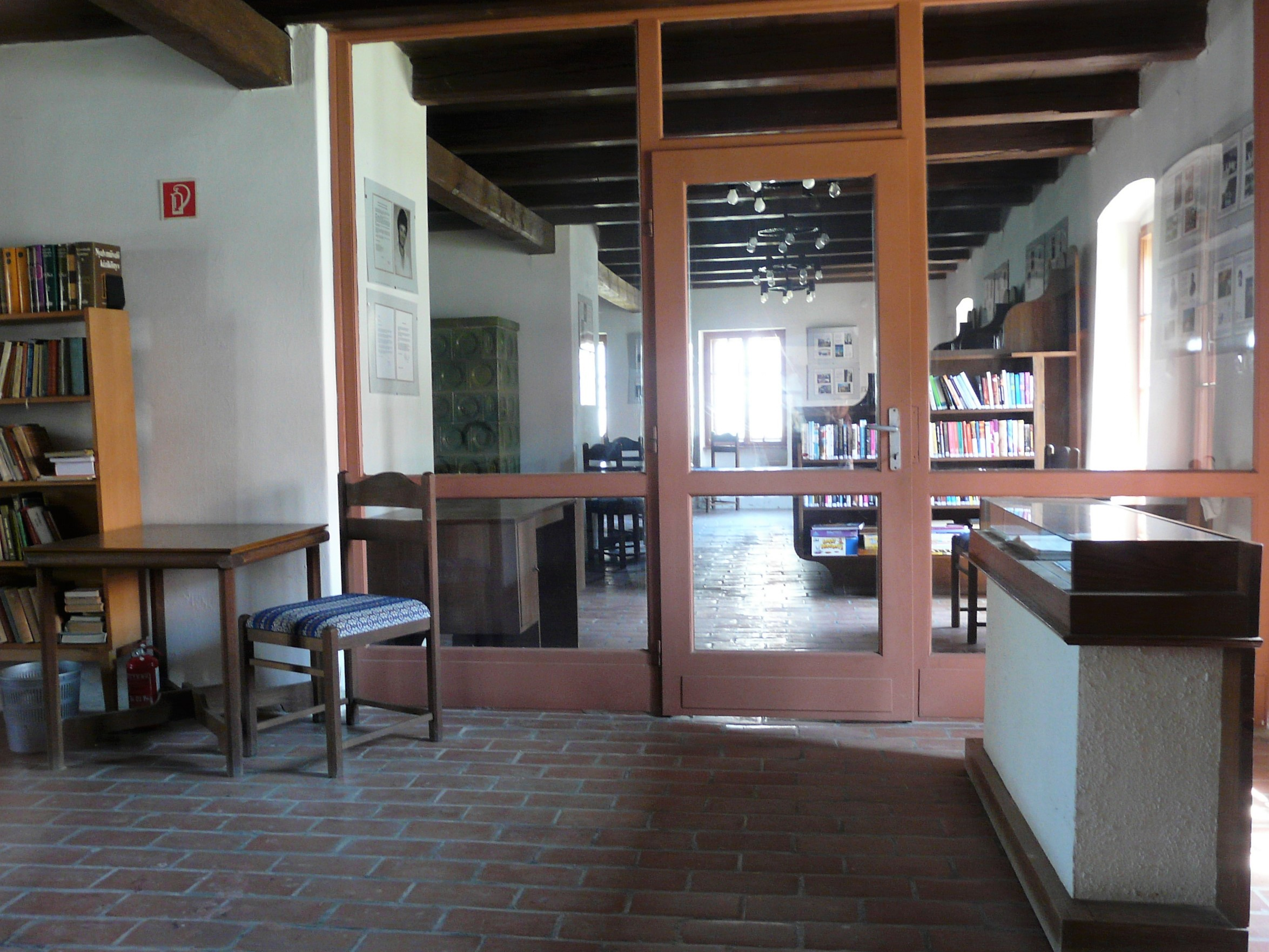
A községi könyvtár

A földszintes, kívül dísztelen kisbirtokosi porta a 18. század közepén, az utca vonalával párhuzamosan épült. Egyetlen díszét, a külső falon elhelyezett emléktáblát a költő születésének 100. évfordulóján, 1876-ban avatták fel.
A régi házban berendezett emlékmúzeumot 1956. június 6-án nyitották meg, felavatásán Déry Tibor író mondott ünnepi beszédet. Később a Petőfi Irodalmi Múzeum támogatásával új állandó kiállítást rendeztek be, mely 2002. október  30-án Bécsy Ágnes irodalomtörténész méltatásával nyílt meg.
A barokkos boltozatú egykori szobában szépen faragott kisbútorok, a költő néhány személyes tárgya, munkásságának a falakon elhelyezett dokumentumai láthatók. A kiállítás egyik legértékesebb darabja Berzsenyi Dániel versei második, bővített kiadásának egy példánya, Trattner János Tamás nyomdájának munkája. A szomszédos kis helyiségben a régi konyha és berendezése látható, kemencéjével és korabeli háztartási eszközökkel együtt. Az épület másik, fagerendás födémmel készült részében a község könyvtára kapott helyet.
A kis múzeum nem tart folyamatosan nyitva, csak előre bejelentett látogatókat fogad.

## Kapcsolódó rendezvények
Az emlékház és előtte a füves térség megemlékezések, kulturális események helye. Régi hagyomány a településen a Berzsenyi nap, melyet évente a költő születésnapját (május 7.) megelőző szombaton tartanak az emlékmúzeum előtt. A ház előtt látható, Berzsenyi-kútnak nevezett alkotást is Berzsenyi születésének 225. évfordulóján, 2001-ben állították fel, készítette Blaskó János szobrászművész.